# 山川健次郎
山川 健次郎（やまかわ けんじろう、嘉永7年／安政元年閏7月17日〈1854年9月9日〉- 昭和6年〈1931年〉6月26日）は、明治から昭和初期にかけての日本の物理学者、教育者。男爵、理学博士。東京帝国大学総長の在任期間は計11年11か月に及び歴代最長。

## 概略
会津藩出身で白虎隊士（途中離脱）として明治政府と戦った後、アメリカへの官費留学を経て東京開成学校・東京大学（日本人初の物理学教授）に登用された。その後、東京帝国大学理科大学長、東京帝国大学総長、明治専門学校（九州工業大学の前身）初代総裁、九州帝国大学（九州大学の前身）初代総長、京都帝国大学（京都大学の前身）総長、旧制武蔵高等学校（武蔵高等学校中学校および武蔵大学の前身）校長、貴族院議員、枢密顧問官を歴任した。

## 略伝
嘉永7/安政元年（1854年）、陸奥国会津藩士山川重固の三男として生まれた。万延元年（1860年）、父が没し、兄・大蔵（後の山川浩）が家督を継ぐ。
明治元年（1868年）、会津戦争では同年代の柴四朗・高嶺秀夫・井深梶之助・高木盛之輔・赤羽四郎らとともに籠城戦をくぐり抜けた。若松城開城後、猪苗代に謹慎の後、越後に脱走、長州藩士・奥平謙輔の書生となる。明治4年（1871年）、斗南藩として再興後、官費留学生に選抜されジャパン号でアメリカへ留学。明治8年（1875年）、イェール大学シェフィールド理科学校で Bachelor of Philosophyの学位を取得し帰国。明治9年（1876年）、東京開成学校（翌年、東京大学に改編）教授補になり、アメリカ人ピーター・ベーダー（ピーテェル・ベダル）の助手を務める。明治12年（1879年）、日本人として初の物理学教授になる。明治21年（1888年）5月、学位令に基づき伊藤圭介・長井長義・矢田部良吉・菊池大麓とともに初の理学博士号を授与された。明治33年（1900年）5月、柴四朗・今泉六郎らとともに「会津図書館共立会」を設立し、故郷の会津に図書館を建設する運動を展開した（1904年開館）。
明治34年（1901年）、48歳で東京帝国大学総長となる。東京学士会院会員に任命される。明治36年（1903年）12月、辰野金吾・宇野朗とともに東京帝国大学名誉教授の名称を受領。明治37年（1904年）8月22日、貴族院勅選議員（1923年3月1日迄）。明治38年（1905年）、日露戦争後に、政府を非難した教授が処分される事件（戸水事件）が起こり総長職を辞任。
明治40年（1907年）、安川財閥（安川敬一郎・松本健次郎親子）の資金拠出による明治専門学校（現九州工業大学）の設立に協力、初代総裁となる。明治44年（1911年）4月1日、九州帝国大学の初代総長となる。大正2年（1913年）5月9日、再び東京帝国大学の総長となる。6月21日、九州帝国大学名誉教授。
大正3年（1914年）8月19日、澤柳事件を承け、京都帝国大学総長を兼任（1915年6月15日迄）。大正7年（1918年）、同大初の総長選挙が行われて山川が選出。
大正9年（1920年）、東京帝国大学総長を退任。
昭和6年（1931年） 1月16日、化膿性中耳炎のため東京帝国大学病院に入院。治療中の1月23日に胃潰瘍を併発して吐血する。中耳炎は治癒したものの胃潰瘍は改善せずに衰弱し、6月半ばからは呼吸困難に陥り、6月26日に池袋の自邸で死去。戒名は希不踰院殿慎誉平久大居士。墓所は青山霊園。

## 人物
- 少年期に白虎隊に入隊していた時の経験を元に著した戊辰戦争を会津藩側の立場から見た『会津戊辰戦史』は死後の昭和7年（1932年）に出版された。この本は旧幕府軍側を「東軍」、新政府軍側を「西軍」と書いた初めての本であり、これ以後現代まで会津藩側の立場に立った歴史書や歴史小説では、旧幕府軍を「東軍」、新政府軍を「西軍」と書くことが多い。秩父宮妃勢津子の婚約のために奔走したのも健次郎であった。
- 会津藩に対する忠誠心は壮年期以降は「愛国心」に転じ、日露戦争の時にはすでに東大総長であったにもかかわらず陸軍に「一兵卒として従軍させろ」と押し掛け、人事担当者を困惑させたという。国本社では副会長をつとめ、講演活動にも熱心であった。
- 物理学に精通したという立場からか極めて現実主義者であり、大正時代の千里眼事件で一番早くに疑念を唱えた。
- 「はじめてカレーライスを食べた日本人」と諸本[要出典]で紹介されていることが多い。実際にカレーライスを食した日本人一号が誰だったかはともかく、明治4年（1871年）に国費留学生としてアメリカに向かう船中でカレーライスを食べたという記述を回想録[14]に書き残している。しかし、カレーライスを選んだのはそれが唯一米を使った料理であったからで、米だけを食べてカレーはすべて残した。

## 家族
- 父：山川重固（直江、尚江、1860年没） - 会津藩国家老
- 母：艶（えん、1817–1889） - 会津藩士・西郷近登之の娘。夫の死後剃髪し勝誓院と号した[15]。
  - 兄：浩 - 陸軍少将、男爵（1898年受爵）
  - 姉：二葉（1844–1909） - 女子教育者・東京女子高等師範教諭。梶原平馬の妻となり、一児を儲け離婚。孫娘の夫に石川栄耀[15]。
  - 姉：ミワ（1847–1932） - 会津藩士・桜井政衛の妻となり、根室の屯田兵村に一家で入植。二女のヤエは叔母・操の養子となり、陸軍軍医総監鶴田禎次郎（1866–1934）に嫁いだ。その二女・磯子は井深梶之助の二男・健次の妻[15]。
  - 姉：操（1852–1930） - 明治天皇フランス語通訳兼昭憲皇太后付女官、小出光照の妻（結婚3年で死別）。養子にヤエ（姉ミワの二女）、山川黙。
  - 姉：常盤（1857–？） - 入婿に大審院長の山川徳治（旧姓・徳力)。三男の戈登（ごるどん、1886–1910）は伯父・浩の養子となって襲爵したが、東京帝国大学在学中に病死、四男の廉（1892–1913）が爵位を継いだが、廉も早世した。娘のきくゑ（1888年生）は名尾良辰の妻[16][17][15]。
  - 妹：捨松（1860–1919） - 元老・大山巌公爵の妻。子に大山柏
- 妻：鉚（りゅう、1865–1916） - 唐津藩士・丹羽新の二女。1881年に結婚。従姉・秀の夫に辰野金吾[18]。
  - 長男：山川洵（1883–1943） - 日本農芸化学会副会長、東京帝国大学教授、男爵（父・健次郎が1915年に受けた男爵位を継いだが、没後返上）。東京帝国大学農科大学卒業後、水産講習所技師。1916年より留学し、イェール大学、ロックフェラー研究所で学んだ。妻の良は梶井剛の妹。娘婿に福田仁志、渡辺武 (官僚)、三木忠夫（中央大学教授）、崎谷武男（大蔵省）、服部誠太郎（大蔵省）[15]。
  - 四男：建 - 文部省局長、伯父の山川浩家を承継し、襲爵[19]。貴族院議員。
  - 次女・佐代子（九州帝国大学教授・化学者・寺野寛二(造船学者寺野精一弟)の妻[注釈 1].
  - 三女：照子（1898–1990） - 東京都知事・東龍太郎の妻。東京女子高等師範学付属高等女学校卒
- 孫：建重 - 東海区水産研究所所長、農学博士。山川建の長男。父に次いで山川浩の男爵位を継承。
- 曾孫：福田宏明 - 東海大学教授、東海大学病院長。日本肩関節学会会長。山川洵の孫[15][20]。
- 曾孫：三木邦夫 - 韓国伊藤忠商事社長。山川洵の孫[15]。
- 曾孫：箙田鶴子（えびら たづこ、作家。佐代子の長女・千代の娘）
- 玄孫：タケシ・ワタナベ - 米国ウェズリアン大学東アジア研究センター助教授。アメリカ生まれ[15][21]。
- 親戚 - 母方のいとこに飯沼貞吉、飯沼開弥。開弥の子に飯沼一省[15]。

## 栄典
位階

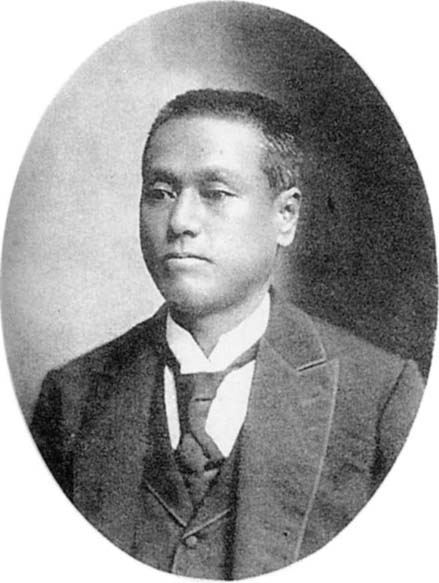
山川健次郎

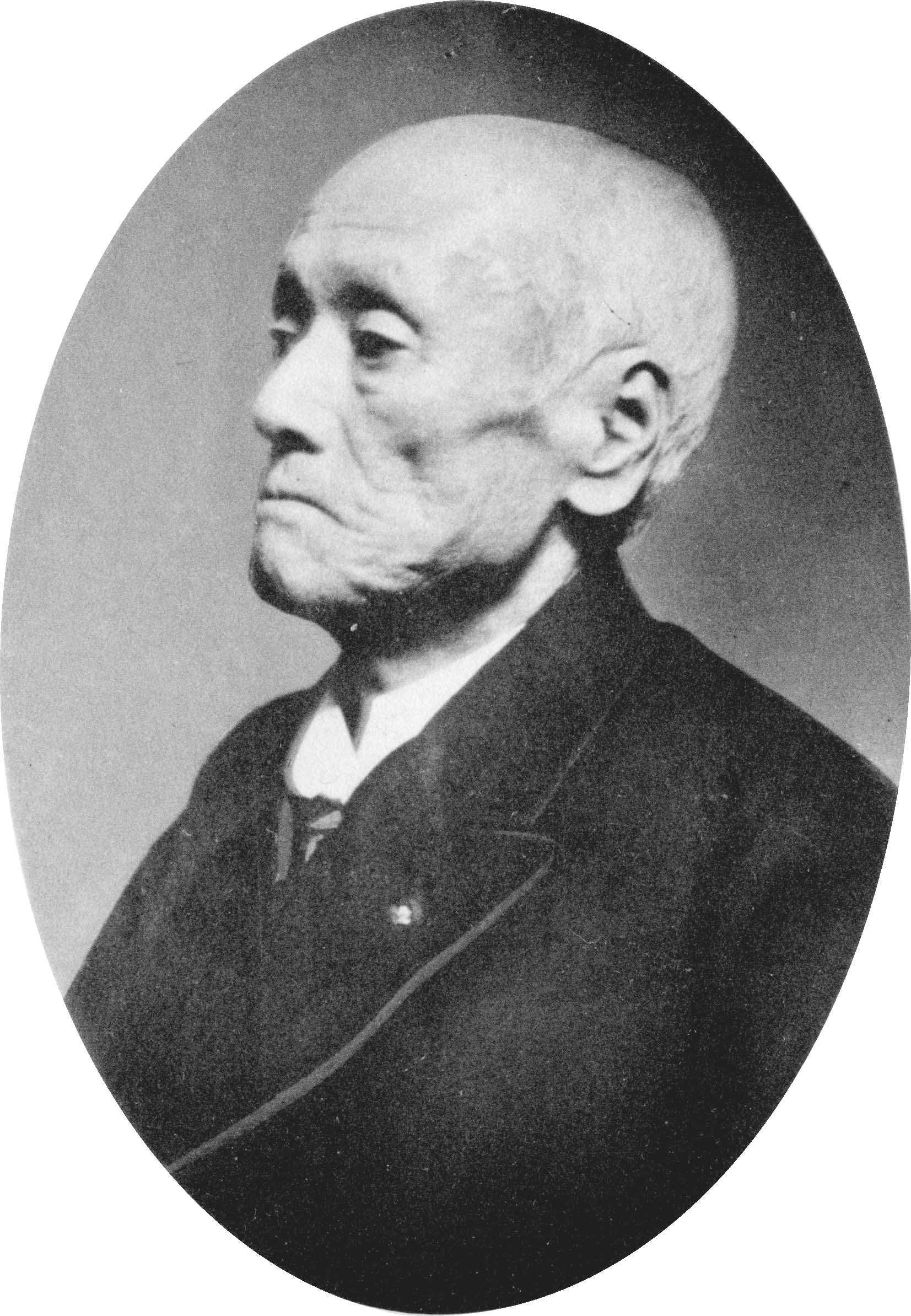
山川健次郎

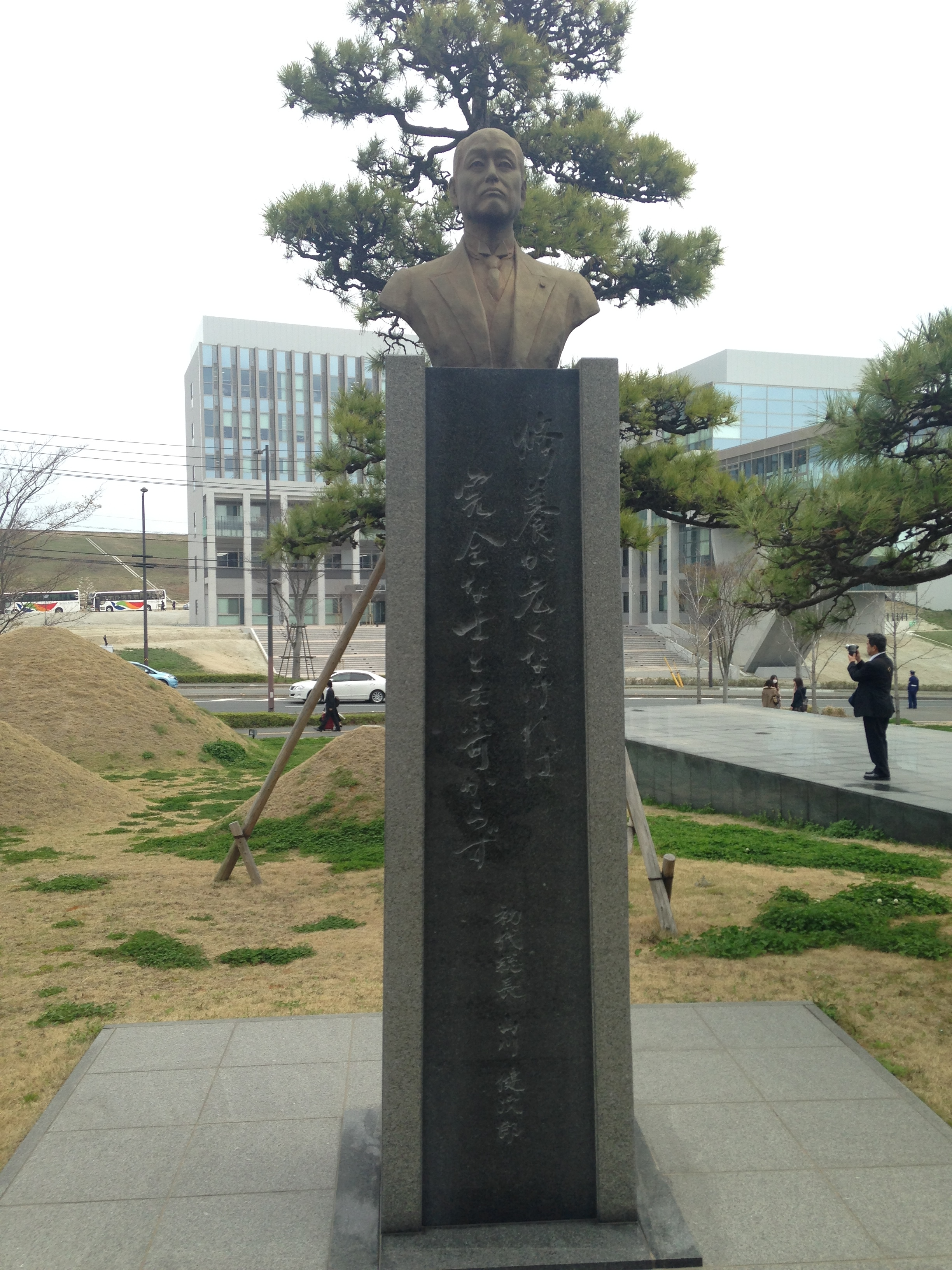
山川健次郎像
九州大学伊都キャンパス

- 1881年（明治14年）9月24日 - 従六位[10][22]
- 1886年（明治19年）7月8日 - 正六位[9][23]
- 1892年（明治25年）2月29日 - 従五位[9]
- 1894年（明治27年）10月10日 - 正五位[9]
- 1899年（明治32年）7月10日 - 従四位[9][24]
- 1904年（明治37年）8月1日 - 正四位[9]
- 1905年（明治38年）12月27日 - 従三位[9]
- 1916年（大正5年）6月10日 - 正三位[9][25]
- 1923年（大正12年）6月30日 - 従二位[9]
- 1930年（昭和5年）7月15日 - 正二位[9][26]

勲章等
- 1891年（明治24年）6月27日 - 勲六等瑞宝章[9]
- 1895年（明治28年）6月21日 - 勲五等瑞宝章[9][27]
- 1896年（明治29年）12月25日 - 勲四等瑞宝章[9][28]
- 1899年（明治32年）12月27日 - 勲三等瑞宝章[9][29]
- 1906年（明治39年）4月1日 - 旭日中綬章[9]
- 1912年（明治45年）6月27日 - 勲二等瑞宝章[9]
- 1912年（大正元年）8月1日 - 韓国併合記念章[10]
- 1915年（大正4年）
  - 11月10日 - 大礼記念章（大正）[10][30]
  - 12月1日 - 男爵[9]
- 1916年（大正5年）4月1日 - 旭日重光章[9][31]
- 1920年（大正9年）6月25日 - 勲一等瑞宝章[10][32]
- 1928年（昭和3年）
  - 4月21日 - 旭日大綬章[9]
  - 11月10日 - 大礼記念章（昭和）[10]
- 1931年（昭和6年）
  - 3月20日 - 帝都復興記念章[10][33]
  - 6月26日 - 旭日桐花大綬章[9]

外国勲章佩用允許
- 1915年（大正4年）12月2日 - 中華民国：一等嘉禾章[10]

## 著作
- 『学生諸君に告ぐ』光融館、1906年7月
- 『武士の標本 鳥居彦右衛門尉元忠詳伝』竜見院、1915年3月
- 『武士道に就いて』中央教化団体連合会〈教化資料〉、1929年12月
- 『山川老先生 六十年前外遊の思出』武蔵高等学校校友会、1931年7月
- 『男爵山川先生遺稿』故山川男爵記念会編纂、故山川男爵記念会、1937年6月
  - 『男爵山川先生遺稿』故山川男爵記念会編、大空社〈伝記叢書〉、2012年1月、ISBN 9784283008427
- 『新選物理学 : 明治20年代の自筆草稿』大坪秀二解読・編集、根津育英会、2007年8月
- 『山川健次郎日記 : 印刷原稿第一〜第三、第十五』尚友倶楽部ほか編、芙蓉書房出版〈尚友ブックレット〉、2014年12月、ISBN 9784829506400

訳書
- 『理科会粋 第三秩第一冊 東京気象編』ティ、シー、メンデンホール撰著、東京大学法理文学部、1880年12月
- 『理科会粋 第三秩第二冊 東京気象編』ティ、シー、メンデンホール撰著

編書
- 『補修 会津白虎隊十九士伝』宗川虎次著、会津弔霊義会、1926年5月
  - 『補修 会津白虎隊十九士伝』宗川虎次著、マツノ書店、2006年9月
- 『校訂 戊辰殉難名簿』飯沼関弥、1927年11月
- 『会津戊辰戦史』会津戊辰戦史編纂会著、会津戊辰戦史編纂会、1933年8月
  - 『会津戊辰戦史』会津戊辰戦史編纂会著、井田書店、1941年12月
  - 『会津戊辰戦史』会津戊辰戦史編纂会編、東京大学出版会〈続日本史籍協会叢書〉、1978年3月-10月（全2冊）
  - 『会津戊辰戦史』マツノ書店、2003年4月

論文
- 山川健次郎、「分光器観測法小引」『東京數學物理學會記事』 1885年 1巻 p.146-150, doi:10.11429/subutsukiji1885a.1.146,一般社団法人 日本物理学会、一般社団法人 日本数学会

## エピソード
- 2018年1月22日、安倍首相は、衆議院本会議で行った施政方針演説の冒頭に山川健次郎の業績を切り抜きに出した[34]。